# Quake Live
Quake Live (ранее Quake Zero) — компьютерная игра, сетевой многопользовательский шутер от первого лица компании id Software. Джон Кармак анонсировал Quake Live на выставке QuakeCon в августе 2007 года. Игра является обновлённой версией Quake III и его дополнения Quake III: Team Arena.
С 24 февраля 2009 года начато открытое бета-тестирование игры.
К ноябрю 2009 года было зарегистрировано более 1 000 000 пользователей.
6 августа 2010 года тестирование проекта официально закончилось, и Quake Live стал условно-бесплатным. Аккаунты разделились на 3 вида: Standard, Premium, Pro. В июле 2014 Premium-подписка была убрана.
19 сентября 2014 года игра появилась в Steam.
27 октября 2015 игра полностью переехала в Steam и больше не является бесплатной. После полного переезда в Steam в игре появилось много новых возможностей: создание локальных серверов, мастерская Steam, поддержка шрифта в кодировке UTF-8, Valve Anti-Cheat (VAC), достижения Steam, голосовой чат, смена режима игры без пересоздания сервера. При этом вся предыдущая статистика игроков, которая находилась на сайте quakelive.com, была стёрта.

## Описание

Скриншот из игры.

Игра Quake Live создана на базе модифицированной версии движка Id Tech 3.
Возможности графического движка Quake III поначалу были заметно урезаны — в частности, не было многих спецэффектов. Однако позже, после череды обновлений, количество доступных эффектов и настроек было заметно увеличено (например, добавлен эффект bloom, возможна настройка спецэффектов, появляющихся при выстрелах, и т. п.). Кроме того, в игре используются текстуры большего разрешения и лучше детализированы трехмерные модели игроков.
Многие карты перенесены из Quake III (а также из Team Arena, из Quake III для Dreamcast, а также перенесены некоторые арены, созданные игровым сообществом, некоторые из которых изначально были созданы для модификаций к Quake III, к примеру, Rocket Arena), многие карты были переработаны, хотя наиболее популярные локации были оставлены практически без изменений. Количество доступных карт всё время растёт благодаря Мастерской Steam.
Игроки имеют большое разнообразие в выборе оружия. В начале каждого матча (или после каждой смерти) игроки вооружены Machinegun и Gauntlet. В зависимости от карты, игрокам может быть доступно другое оружие. Боеприпасы для этого оружия находятся на карте.

### Режимы игры
- Duel: Два игрока сражаются друг против друга; победителем становится игрок, набравший за время матча большее количество очков.
- Free For All (FFA): Каждый игрок сражается сам за себя; победителем становится тот игрок, который первым набрал определённое количество очков по истечении времени матча.
- Team Deathmatch (TDM): Режим аналогичен FFA, только сражаются две команды. Побеждает команда, набравшая большее количество очков по истечении времени матча.
- Capture the Flag (CTF): Каждая команда имеет по одной базе, где находится их флаг. Задача команды — захватить вражеский флаг и принести его на свою базу.
- Clan Arena (CA): Командный режим. Каждый игрок имеет всё оружие, доступное в игре (кроме BFG, Chaingun, Nailgun и Proxy Launcher), 200 пунктов здоровья, 100 пунктов брони и полный боезапас. Если персонаж умер, то в течение раунда он больше не возродится.
- Freeze Tag (FT): Командный режим. После смерти персонаж замораживается (не может двигаться и стрелять) и пребывает в таком состоянии до конца раунда, или пока его не «разморозят» члены его команды (для этого необходимо просто постоять рядом несколько секунд). Раунд заканчивается, когда все игроки одной из команд оказываются замороженными.
- Domination (DOM): Суть в удержании своих точек и атаке точек противника. Как и в CA, игроки появляются со всеми видами оружия, и в броне, а все предметы удалены с карты. Присутствует возможность регенерации здоровья и брони.
- Attack & Defend (A&D): Тот же захват флага, но в новом варианте. Команды чередуются на защиту и атаку флага. Опять, как и в CA, у игроков одна жизнь на раунд и полный боезапас.
- 1-Flag CTF (1FCTF): Один флаг появляется в центре арены. Нужно захватить и доставить его на вражескую базу.
- Harvester (HAR): Командная игра, в которой каждая смерть создаёт череп в центре арены. Игроки должны собрать черепа и принести их на базу противника.
- Red Rover (RR): Своеобразное смешивание режимов TDM и FFA. После смерти игрок попадает в команду к противнику. Раунд заканчивается, когда все игроки окажутся в одной команде. Побеждает тот, кто наберёт больше фрагов за определённое количество раундов.
- Infection: Модификация RR. Командная игра, в которой надо выживать и бороться против инфицированного человека. Если он убивает игрока, то игрок попадает в его команду, если игрок убивает его, то он получит дополнительные очки. Раунд заканчивается тогда, когда последний выживший будет убит.
- Race: Не боевой режим. Игроки соревнуются друг с другом на показание самого быстрого времени. Игроки должны двигаться по контрольным точкам и выбирать наиболее эффективный маршрут. На картах используется физика Turbo (PQL). В арсенале игроков доступны RL и PG для совершения движений на сложных изгибах и поворотах. Матч закончится тогда, когда достигнут лимит времени, и игрок с самым коротким забегом становится победителем.
- Instagib: Модифицированные режимы игры. Игрокам доступно только два оружия — рейлган с бесконечным количеством патронов и рукавица, поражающие врага с одного выстрела (удара). Кроме того, на аренах отсутствует дополнительные игровые объекты (аптечки, патроны и пр.).

### Модификации режимов
В игре присутствуют модификации режимов игры, дополняющие основные (не являются самостоятельными):
- Turbo (аналог физики CPMA, PQL): Отличие этого режима в том, что изменено время перезарядки оружия, отсутствует урон от собственного оружия (Rocket Launcher, Plasma Gun, Grenade Launcher и т. п.), передвижения в воздухе также изменены — уменьшена «инерция» в полёте, что даёт возможность управлять направлением движения;
- Vampiric Damage (Vampire): В этой модификации при нанесении урона противнику игрок получает часть HP себе. Количество получаемого HP меньше, чем нанесённый урон.

## Отзывы и продажи
Летом 2018 года, благодаря уязвимости в защите Steam Web API, стало известно, что точное количество пользователей сервиса Steam, которые играли в игру хотя бы один раз, составляет 1 444 119 человек.